# Parti vert de l'Illinois

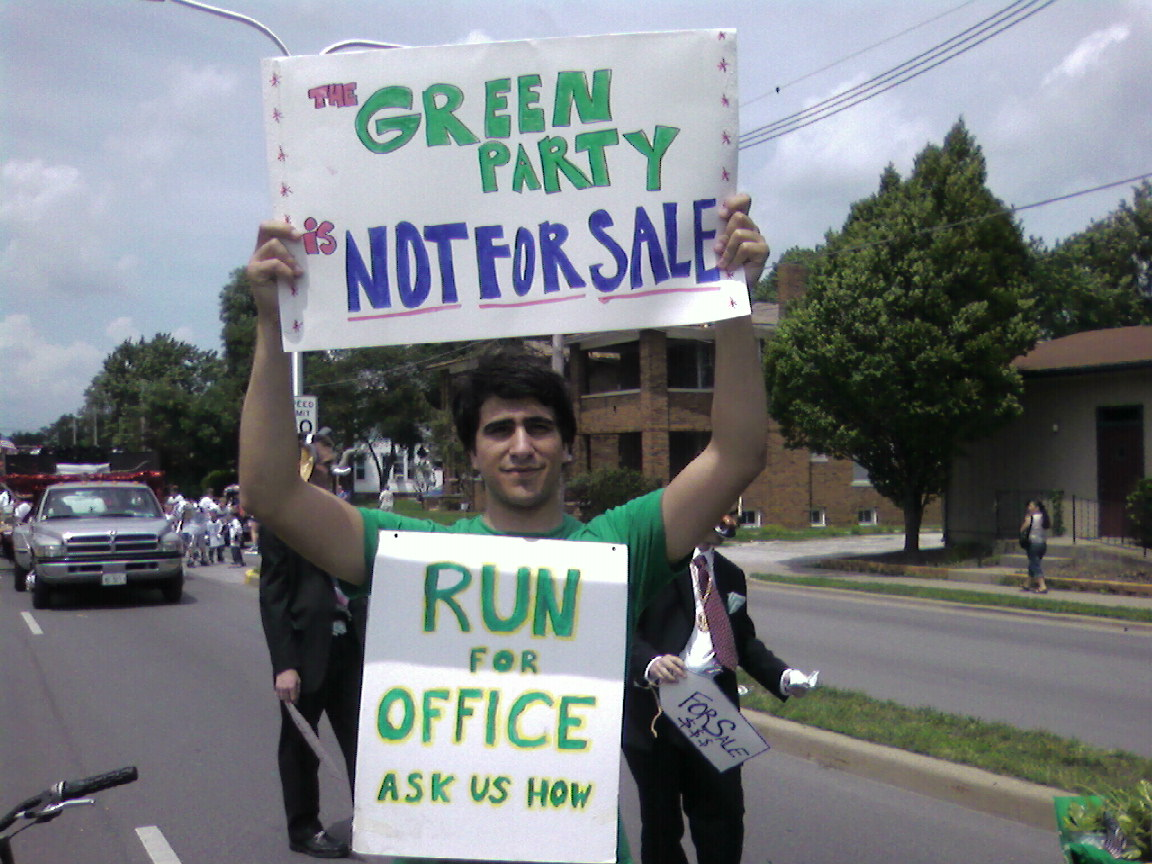
Photographie d'un militant du Parti Vert de l'Illinois.

Le Parti Vert de l'Illinois (en anglais : Illinois Green Party) est une branche locale du Parti vert américain dans l'Illinois.
Le Parti Vert de l'Illinois est l'un des trois seuls partis politiques légalement « établis » en Illinois avec le Parti démocrate de l'Illinois et le Parti républicain de l'Illinois.